# Lijst van horrorspellen
Dit is een lijst van horrorspellen.

## 1 - 9
- The 11th Hour
- The 7th Guest Part III: The Collector
- The 7th Guest

## A
- Akai Ito
- Alan Wake
- Alan Wake's American Nightmare
- Alice: Madness Returns
- Alien (Avalon Hill)
- Aliens: Colonial Marines
- Amnesia: A Machine for Pigs
- Amnesia: The Dark Descent
- Amy

## B
- The Beast Within: A Gabriel Knight Mystery
- BioShock
- BioShock 2
- BioShock Infinite
- The Blair Witch Project (s)
- Blood
- Blood II: The Chosen
- Blue Stinger
- BrainBread

## C
- Call of Cthulhu: Beyond the Mountains of Madness
- Call of Cthulhu: Destiny's End
- CarnEvil
- Carrier
- Chiller
- Chzo Mythos
- City of the Dead
- Clive Barker's Jericho
- Clive Barker's Undying
- Clock Tower (PlayStation)
- Clock Tower (series)
- Clock Tower 3
- Clock Tower II: The Struggle Within
- Clock Tower: The First Fear
- Cold Fear
- Condemned 2: Bloodshot
- Condemned: Criminal Origins
- Countdown Vampires
- Curse: The Eye of Isis

## D
- D
- D2
- Diablo II
- Diablo II: Lord of Destruction
- Diablo III
- The Dark Eye
- Dark Seed
- Dark Seed II
- Darkness Within: In Pursuit of Loath Nolder
- Darkness Within: The Dark Lineage
- The Darkness
- Dead Island
- Dead Island: Riptide
- Dead Rising
- Dead Rising 2
- Dead Rising 3
- Dead Space
- Dead Space 2
- Deep Fear
- Dementium: The Ward
- The Devil Inside
- Dino Crisis
- Dino Crisis 2
- Dino Crisis 3
- Doom 3
- Doom 3: Resurrection of Evil

## E
- Enemy Zero
- Escape from Bug Island
- Eternal Darkness: Sanity's Requiem
- Extermination

## F
- F.E.A.R.
- F.E.A.R. Extraction Point
- Fatal Frame
- Fatal Frame III: The Tormented
- Fatal Frame IV
- Fatal Frame II: Crimson Butterfly
- Fear Effect
- Fear Effect 2: Retro Helix
- From Dusk till Dawn
- Five Nights at Freddy's

## G
- Gabriel Knight 3: Blood of the Sacred, Blood of the Damned
- Gabriel Knight: Sins of the Fathers
- Gakkou de atta Kowai Hanashi
- Galerians
- Galerians: Ash
- Ghosthunter

## H
- Halloween
- Harvester
- Haunted House
- Hell: A Cyberpunk Thriller
- Hellnight
- Higurashi no Naku Koro ni
- The House of the Dead 2
- The House of the Dead III
- The House of the Dead 4
- The House of the Dead 2 & 3 Return

## I
- I Have No Mouth, and I Must Scream
- Illbleed
- Imabikisō
- Infected
- Isaku
- It Came from the Desert

## K
- Kabus 22
- Kuon

## L
- LIT
- Land of the Dead: Road to Fiddler's Green
- Laplace no Ma
- Last Flight
- Left 4 Dead
- Left 4 Dead 2
- The Legacy: Realm of Terror
- The Lost
- The Lurking Horror

## M
- Manhunt
- Manhunt 2
- Maniac Mansion
- Martian Gothic: Unification
- Michigan: Report from Hell
- Monster Madness: Battle for Suburbia
- Monster Madness: Grave Danger
- Monster Party
- Moon.
- Moonlight Syndrome

## N
- Nanashi no Game
- Nightmare Creatures
- Nightmare Creatures II
- Nocturne
- Nosferatu: The Wrath of Malachi

## O
- ObsCure
- ObsCure II
- Outlast
- Outlast 2
- Resident Evil

## P
- Parasite Eve
- Penumbra: Black Plague
- Penumbra: Overture
- Penumbra: Requiem
- Phantasmagoria
- Phantasmagoria: A Puzzle of Flesh
- Priest
- Project Origin

## R
- Rainy Woods
- Resident Evil
- Resident Evil 2
- Resident Evil 3: Nemesis
- Resident Evil 4
- Resident Evil 5
- Resident Evil Code: Veronica
- Resident Evil Zero
- Resident Evil: Dead Aim
- Resident Evil: Outbreak
- Resident Evil: Outbreak: File 2
- Resident Evil: Survivor
- Return to Castle Wolfenstein
- The Ring: Terror's Realm
- Rule of Rose

## S
- Sanitarium
- SCP - Containment Breach
- Scratches
- Shadow Man
- Shadow Man: 2econd Coming
- Silent Hill (serie)
- Silent Hill
- SilverLoad
- Siren Blood Curse
- Soul of the Samurai
- Splatterhouse
- Splatterhouse 2
- Splatterhouse 3
- The Suffering
- The Suffering: Ties That Bind
- Sweet Home
- System Shock
- System Shock 2

## T
- The Texas Chainsaw Massacre
- They Hunger
- The Thing
- The Blair Witch Project
- Tsukihime

## U
- Umineko no Naku Koro ni
- Underworld: The Eternal War

## V
- Vampire Hunter D
- Vampire Rain
- Vampire: The Masquerade - Bloodlines
- Vantage: The horror of the house

## X
- The X-Files: Resist or Serve

## Y
- Yume Nikki

## Z
- Zombie Master
- Zombie Panic! Source
- Zombie Revenge
- Zombies Ate My Neighbors
- ZombiU